# Michaela Uhrová
Michala Uhrová (nacida el 10 de abril de 1982 en Brandýs nad Labem) es una exjugadora de baloncesto checa. Consiguió 2 medallas en competiciones oficiales con la República Checa.